# Escudo de armas de la princesa de Asturias

Escudo de Felipe de Borbón como caballero de la Orden de los Serafines (Suecia). Creado diez años antes de la versión de 2001, muestra el lambel cargado con la Cruz de la Victoria.

El escudo de armas de la princesa de Asturias está regulado por el Real Decreto 979/2015, de 30 de octubre, por el que se crean su escudo de armas, guion y estandarte, que entró en vigor un día después de su aprobación, cuando apareció publicado en el Boletín Oficial del Estado.
El escudo es prácticamente idéntico a la versión anterior, vigente entre los años 2001-2014 y utilizado por el entonces príncipe Felipe, aunque presenta diferencias en su diseño. Se adoptó con motivo de la concesión de la Orden del Toisón de Oro a la actual heredera de la Corona.
Es un escudo cuartelado y entado en punta:

- 1º, de gules, con un castillo de oro, almenado, mazonado de sable y aclarado de azur, que es de Castilla;
- 2º, de plata con un león rampante de púrpura coronado de oro, lampasado y armado de gules, que es de León;
- 3º, de oro, con cuatro palos de gules, que es de Aragón;
- 4º, de gules, con una cadena de oro puesta en orla, en cruz y en aspa, con un punto de sinople en abismo, que es de Navarra;
- 5º, entado en punta, de plata, con una granada al natural rajada de gules, sostenida, tallada y hojada de dos hojas de sinople, que es de Granada.

- Sobre el todo, un escusón de azur con tres flores de lis de oro, bordura de gules, que es de Borbón-Anjou.

- El todo diferenciado con un lambel de azur de tres pies. Esta brisura, fue utilizada por la Casa de Austria como la diferencia propia del heredero.

El escudo aparece timbrado con una corona de príncipe, que es un círculo de oro, engastado en piedras preciosas en sus colores, realzado de ocho florones de hojas de acanto visibles cinco, interpolados de perlas en su color sobre unas puntas, de las que parten cuatro diademas de perlas, vistas tres, que convergen en un orbe azul, con el semimeridiano y el ecuador de oro, sumado de cruz de oro, la corona está cerrada con un bonete rojo y por su interior está forrada de rojo.

El escudo está rodeado del collar del Toisón de Oro.

## Evolución histórica
| Evolución del escudo del príncipe de Asturias |                     | |
| Escudo                                        | Vigencia            | Detalles |
|                                               | 1388 - 1504         | El escudo del príncipe de Asturias durante los siglos XIII y XIV, y de los herederos de la Corona de Castilla antes de la creación del título, no se diferenciaba de las armas reales. De esta forma el heredero, a diferencia de los infantes que sí distinguían sus escudos, empleaba armas plenas. Se ha atribuido al príncipe de Asturias un escudo cuartelado con las armas de los reinos de Castilla, Galicia y León. Este escudo, muy difundido hasta el siglo XVIII, figura en numerosas obras impresas y ha llegado a reproducirse en la L'Encyclopédie de Denis Diderot. El heraldista Vicente Castañeda consideró que se trataba de las armas del príncipe de Asturias pero hasta la fecha, como demostró Jovellanos en un estudio sobre el escudo de Asturias encargado por el marqués de Camposagrado para adoptar un emblema para el Regimiento de Nobles Asturianos (en el que analizó dos escudos que se atribuían al Principado), no ha sido hallada ninguna prueba que documente que este escudo llegó a tener en algún momento carácter oficial como emblema asturiano o del heredero. |
|                                               | 1506-1516           | Con la llegada de la Casa de Austria a los tronos de Castilla, Aragón y Navarra se introdujeron diferencias en los escudos de los príncipes de Asturias, como sucedía en otras monarquías europeas, añadiendo un lambel de tres dientes o pendientes a las armas reales. El futuro Carlos I usó las armas de su padre (un cuartelado con los blasones de Austria, Franco Condado o Borgoña Moderna, Borgoña Antigua, Brabante y Flandes en escusón) cargadas con un lambel de plata de tres caídas. No podemos considerar a este escudo como propio del príncipe de Asturias porque no contiene las armas de las Coronas de Castilla y de Aragón. |
|                                               | 1528-1556           | El futuro Felipe II utilizaba las armas de su padre diferenciadas con un lambel, en ocasiones azur y en otras de plata, como es habitual entre los herederos. Estas armerías pueden observarse en las armaduras que pertenecieron al príncipe Felipe y que actualmente se encuentran en la colección de la Armería del Palacio Real de Madrid. También existen ejemplos que muestran que el futuro Felipe II también empleó las armas plenas de su padre. |
|                                               | 1560 - 1568         | Con motivo del fallecimiento en 1568 del príncipe Carlos, hijo de Felipe II, Ambrosio de Morales realizó unas instrucciones para el sepulcro del príncipe, en las que afirmó que las armas de éste eran las mismas que las de su padre pero con un "lambel azul con sus tres dientes pequeños". Don Carlos también utilizó en su escudo un lambel de plata. |
|                                               | 1584 - 1598         | El futuro Felipe III, modificó en algunos casos el lambel de plata por otro, también de plata, pero ondeado de azur. |
|                                               | 1608-1665           | El hijo y sucesor del anterior, Felipe IV, usaba como heredero tanto un lambel de plata como de azur en su escudo, circunstancia que se repitió con su hijo, el príncipe Baltasar Carlos. |
|                                               | 1707-1761 1761-1931 | La Dinastía Borbónica prácticamente no utilizó diferencias en las armerías del heredero a la Corona. El cronista rey de armas Juan José Vilar y Psayla (1830-1894) indicó en un informe sobre el escudo del príncipe de Asturias que la diferencia se establecía con la corona, cerrada en el caso del heredero por cuatro diademas de perlas, vistas tres, en vez de ocho, vistas cinco, como sucede en el caso del monarca. |
|                                               | 1969 -1975          | Escudo de Juan Carlos de Borbón como príncipe de España, título creado en 1969 por medio de la ley de designación de Juan Carlos de Borbón como sucesor del general Francisco Franco en la Jefatura del Estado a título de rey. Además de este título, también era el príncipe de Asturias titular por nombramiento del jefe de la Casa Real, Juan de Borbón. |
|                                               | 2001-2014           | Escudo utilizado por el futuro Felipe VI se adoptó mediante el Real Decreto 284/2001, de 16 de marzo, por el que se creó el guion y el estandarte de Su Alteza Real el príncipe de Asturias, y se modificó el Reglamento de Banderas y Estandartes, Guiones, Insignias y Distintivos, aprobado por Real Decreto 1511/1977, de 21 de enero. Fue prácticamente idéntico a la versión vigente aunque contó con notables diferencias en su diseño. Estuvo vigente hasta el 18 de junio de 2014, cuando se produjo la abdicación del rey Juan Carlos. |